# David Norris (żużlowiec)
David Michael Norris (ur. 20 sierpnia 1972 w Eastbourne) – brytyjski żużlowiec.

## Życiorys
Brązowy medalista Młodzieżowych Indywidualnych Mistrzostwa Wielkiej Brytanii (Long Eaton 1993), dwukrotny medalista Indywidualnych Mistrzostw Wielkiej Brytanii (Eastbourne 2003 – III m., Oxford 2004 – II m.), finalista Indywidualnych Mistrzostw Świata Juniorów (Pfaffenhofen an der Ilm 1992 – VI m.), dwukrotny uczestnik (jako zawodnik z dziką kartą) eliminacyjnych turniejów cyklu Grand Prix IMŚ (Grand Prix Wielkiej Brytanii 2004 – X m., Grand Prix Wielkiej Brytanii 2005 – XIV m.), srebrny medalista Drużynowego Pucharu Świata (Poole 2004).
W 2000 r. zdobył w barwach klubu Eastbourne Eagles tytuł Drużynowego Mistrza Wielkiej Brytanii. Przez kilka sezonów występował na torach polskich lig żużlowych, reprezentując kluby Wybrzeża Gdańsk (1995–1996), Apatora Toruń (1999) oraz TŻ Lublin (2006).